# Баян-Хара-Ула
Ба́ян-Ха́ра-У́ла (монг. Баянхар уул от монг. баян — «богатый», хара — «чёрный», ула — «гора»;
кит. трад. 巴顏喀拉山脈, упр. 巴颜喀拉山脉, пиньинь Bāyánkālā shānmài; тиб. བ་ཡན་ཁ་ལ་རག་མོ་, Вайли: ba yan ha ri) — горный хребет в Китае, в восточной части Куньлуня.
Хребет протягивается в направлении с северо-запада на юго-восток, представляя собой водораздел верховьев рек Хуанхэ и Янцзы. Протяжённость хребта составляет около 750 км. Высота — до 5442 м. Северные склоны пологи, южные круто обрываются к Янцзы и прорезаны многочисленными реками. Вершины преимущественно плоские куполообразные. Преобладают ландшафты холодных высокогорных пустынь; в гребневой зоне лежат вечные снега.
«В манге Ранма ½ в этих горах размещается Долина проклятых источников (вариант - Долина волшебных родников). Скорее всего, выбор этих гор Румико Такахаси обусловлен тем, что в Баян-Хара-Ула берёт начало Хуанхэ. А истоки Хуанхэ в китайской и японской мифологии считаются волшебным местом, и поскольку Такахаси по образованию историк, специалист по мифологии, то она использовала свои знания для сочинения манги.»